# Michel katalog
Michel kataloget (tysk: MICHEL-Briefmarken-Katalog) er det største og bedst kendte frimærkekatalog i den tysktalende del af verden. Kataloget udkom for første gang i 1910, og er blevet et vigtigt opslagsværk indenfor filatelien.
Kataloget begyndte som en prisliste for frimærkehandleren Hugo Michel fra Apolda i Tyskland. I 1920 blev det delt i to bind, ét for Europa og ét for oversø, og i sidste ende voksede kataloget i omfang til en nutidig størrelse på omkring en halv snes bind dækkende hele verden; med yderligere specialiserede bind bringes det samlede antal til nogle og fyrre kataloger. Michel har en omfattende dækning af det mere specialiserede tyske samleområde, herunder tyske frimærker fra den komplekse 2. verdenskrig-æra, besatte områder og provisoriske frimærker.
Michel udsteder ikke et komplet sæt af kataloger hvert år, i stedet ajourføres kun nogle af bindene. Michel er detaljeret, med udgivne mængder af frimærker, frimærkearks formater og så videre. Michel katalogiserer også frimærker tilsyneladende med ringe eller ingen hensigt at blive brugt til frankering og frimærker udstedt af regioner eller områder med tvivlsom politisk status.